# Anda Rottenberg
Anda Rottenberg (ur. 23 kwietnia 1944 w Nowosybirsku) – polska historyczka sztuki, krytyczka, kuratorka sztuki i publicystka, w latach 1993–2001 dyrektorka Państwowej Galerii Sztuki Zachęta w Warszawie.

## Życiorys
Jej ojciec był polskim Żydem, a matka Rosjanką.
W latach 1951–1963 mieszkała w Legnicy, następnie przeniosła się do Warszawy, gdzie w 1971 ukończyła studia z zakresu historii sztuki na Uniwersytecie Warszawskim. Od 1969 zajmuje się organizowaniem wystaw artystycznych. Do 1973 związana była z Państwową Galerią Sztuki Zachęta. W latach 1973–1986 pracowała w Polskiej Akademii Nauk, zajmując się badaniami nad sztuką nowoczesną i współtworząc „Polskie Studia Artystyczne”. W 1986 założyła Fundację Egit, jedną z pierwszych niezależnych fundacji sztuki w Polsce. Później podjęła studia doktoranckie w dyscyplinie sztuki piękne na Akademii Sztuk Pięknych w Warszawie. Nadanie stopnia doktora zostało jednak zablokowane w 2015 przez Centralną Komisję do Spraw Stopni i Tytułów po stwierdzeniu braku bezstronności w pracy i nieprawidłowego wyboru dyscypliny.
W latach 1991–1992 zajmowała stanowisko dyrektora Departamentu Sztuki w Ministerstwie Kultury i Sztuki, następnie w latach 1993–2001 pełniła funkcję dyrektora Państwowej Galerii Sztuki Zachęta w Warszawie. W latach 1991–1993 kierowała także Galerią Mazowiecka w Warszawie, a w latach 1992–1993 Centrum Sztuki Współczesnej Sorosa. Do 2007 była przewodniczącą rady programowej Muzeum Sztuki Nowoczesnej w Warszawie. W 1998 została przewodniczącą Fundacji Instytutu Promocji Sztuki.
Została członkinią Międzynarodowego Stowarzyszenia Krytyków Sztuki (AICA). W latach 1988–1990 i 1991–1993 pełniła funkcję przewodniczącej polskiej sekcji AICA, natomiast w latach 1994–2000 była zastępczynią przewodniczącego AICA. Uzyskała także członkostwo w International Manifesta Foundation oraz International Germinations Foundation.
Wśród licznych wystaw, których była organizatorką i kuratorką, znalazły się m.in. Europa nieznana, Kraków (1991); polska część Der Riss im Raum, Berlin (1994); Gdzie jest brat twój, Abel?, Warszawa (1995); Sztuka z Polski, Budapeszt, Wilno, Ryga, Tallinn (1996–1997); Osobisty czas – sztuka z krajów nadbałtyckich, Warszawa (1996); Postindustrial Sorrow, Wiesbaden (2000); Forgetting-Amnesia, Brema (2000); Postęp i higiena, Warszawa (2015). Przygotowała również wiele wystaw indywidualnych polskich i zagranicznych artystów. Wielokrotnie obejmowała funkcję kustosza polskiego pawilonu na międzynarodowych wystawach, m.in. na biennale w Wenecji, Stambule i São Paulo. Była też kuratorką wystawy o relacjach polsko-niemieckich w sztuce Obok. Polska-Niemcy. 1000 lat historii w sztuce zorganizowanej w 2011 przez Martin-Gropius-Bau w Berlinie i Zamek Królewski w Warszawie.
Od połowy lat 60. autorka tekstów w polskich periodykach, m.in. w „Kulturze” i „Polityce”. Jest autorką popularnych serii, artykułów naukowych, esejów zamieszczanych w krajowych i zagranicznych wydawnictwach poświęconych sztuce. Opublikowała m.in. Sztukę w Polsce 1945–2005 (2005) oraz Przeciąg. Teksty o sztuce polskiej lat 80. (2009). W 2009 wydała także autobiografię zatytułowaną Proszę bardzo. Książka stanowi sagę rodzinną, w której codzienne życie przeplata się z wydarzeniami historycznymi, opowiada o poszukiwaniu tożsamości, zawieszonej między tradycją żydowską ojca a światem bogatego mieszczaństwa dawnej Rosji po stronie matki. Autobiografia ta była nominowana do Nagrody Literackiej Nike 2010 oraz do Nagrody Literackiej Gdynia 2010. W 2014 ukazał się wywiad rzeka Doroty Jareckiej z Andą Rottenberg Rottenberg. Już trudno.
W 2018 objęła kierownictwo działu kultury w polskiej edycji miesięcznika „Vogue”.
Była członkinią komitetu poparcia Bronisława Komorowskiego przed wyborami prezydenckimi w 2010 i w 2015.

## Życie prywatne
Ze związku z krytykiem filmowym Waldemarem Chołodowskim miała syna Mateusza (1971–1997), który zmarł na skutek pobicia w 1997. Jego zwłoki odnaleziono w Warszawie w tym samym roku, jednak jego tożsamość ustalono dopiero w 2008.

## Publikacje
- Van Gogh. Nuenen-Paryż, Arkady, Warszawa 1975, seria: „Mała Encyklopedia Sztuki”.
- Kandinsky 1896–1921, Arkady, Warszawa 1975, seria: „Mała Encyklopedia Sztuki”.
- Magritte. Malarstwo, Arkady, Warszawa 1976, seria: „Mała Encyklopedia Sztuki”.
- De Kooning i Rauschenberg – podwójność niesymetryczna, Arkady, Warszawa 1984, seria: „Mała Encyklopedia Sztuki”.
- Sztuka w Polsce 1945–2005, Wydawnictwo Piotra Marciszuka Stentor, Warszawa 2005.
- Proszę bardzo, Wydawnictwo W.A.B., Warszawa 2009.
- Przeciąg. Teksty o sztuce polskiej lat 80., Fundacja Open Art Projects, Warszawa 2009.
- Rottenberg. Już trudno. Wydawnictwo Krytyki Politycznej, Warszawa 2014.
- Berlińska depresja, Wydawnictwo Krytyki Politycznej, Warszawa 2018.
- Lista. Dziennik 2005, Wydawnictwo Krytyki Politycznej, Warszawa 2019.
- Zbliżenia. Szkice o polskich artystach, Arkady, Warszawa 2020.
- Rozrzut, Wydawnictwo Krytyki Politycznej, Warszawa 2021.
- Kuchnia towarzyska i uczuciowa, Wydawnictwo A5 K. Krynicka, Kraków 2022.
- Schyłek. Dziennik 2019-2022, OsnoVa, Warszawa 2024.
- Trudny wiek, Wydawnictwo Krytyki Politycznej, Warszawa 2025.

## Odznaczenia i wyróżnienia
- Krzyż Komandorski Orderu Odrodzenia Polski (2011)[19]
- Krzyż Oficerski Orderu Odrodzenia Polski (2001)[20]
- Złoty Medal „Zasłużony Kulturze Gloria Artis” (2014)[21]
- Złota Odznaka Honorowa za Zasługi dla Republiki Austrii (Austria, 2024)[22]
- Nagroda Krytyki Artystycznej im. Jerzego Stajudy, wyróżnienie specjalne za całokształt osiągnięć (2012)[23]
- Doroczna Nagroda Ministra Kultury i Dziedzictwa Narodowego w dziedzinie sztuk wizualnych (2012)[24]
- Nagroda Prezydenta Miasta Gdańska „Neptuny” (2012)[25]
- Nagroda im. prof. Aleksandra Gieysztora (2013)
- Nagroda specjalna i członkostwo honorowe Stowarzyszenia Autorów ZAiKS (2019)[26]